# Milanówek
Milanówek là một thị trấn thuộc huyện Grodziski, tỉnh Mazowieckie ở trung-đông Ba Lan. Thị trấn có diện tích 13 km². Đến ngày 1 tháng 1 năm 2011, dân số của thị trấn là 16126 người và mật độ 1200 người/km².